# Alex Baptiste
Alexander Aaron John „Alex” Baptiste (ur. 31 stycznia 1986 w Sutton in Ashfield) – angielski piłkarz, grający na pozycji obrońcy w Middlesbrough.

## Kariera
Karierę piłkarską Baptiste zaczął w Mansfield Town. W pierwszej drużynie Baptiste zadebiutował w kwietniu 2003 roku w meczu z Barnsley F.C. Kilka miesięcy później został wypożyczony do Tamworth, a w lutym 2004 roku do Burton Albion. Po zakończeniu wypożyczenia do Burton, Baptiste wywalczył miejsce w pierwszym składzie. W latach 2004–2008 Baptiste rozegrał dla Mansfield Town ponad 150 spotkań i strzelił 6 goli.
W 2008 roku Baptiste podpisał kontrakt z Blackpool F.C., grającym wtedy w angielskiej Championship. W sezonie 2009/2010 Baptiste wywalczył z tym klubem awans do Premier League, jednak w najwyższej klasie rozgrywkowej rozegrał on zaledwie 10 spotkań.